# Arkadiusz Malarz
Arkadiusz Malarz (Pułtusk, 19 giugno 1980) è un ex calciatore polacco, di ruolo portiere.

## Palmarès

### Club

#### Competizioni nazionali
- Campionato polacco: 1

Legia Varsavia: 2017-2018